# Dactylaria endophytica
Dactylaria endophytica är en svampart som beskrevs av W.P. Wu, B. Sutton & Gange 1996. Dactylaria endophytica ingår i släktet Dactylaria, ordningen disksvampar, klassen Leotiomycetes, divisionen sporsäcksvampar och riket svampar.   Inga underarter finns listade i Catalogue of Life.